# Werkendam
Werkendam — плавучий кран, який споруджується на замовлення нідерландської компанії Van Oord. Повинен стати першим в історії судном свого типу з енергетичною установкою, розрахованою на використання зрідженого природного газу.
Замовлення на спорудження судна в березні 2017 отримала верф групи Neptune у нідерландському місті Хардінксвелд-Гіссендам. Введення в експлуатацію очікується через один рік після початку будівництва.
Werkendam матиме чотири крани вантажопідйомністю до 25 тон та можливість транспортування до 700 м3 вийнятого ґрунту.
Судно обладнають трьома двигунами MAN E3262LE201, розрахованими на використання як традиційних нафтопродуктів, так і ЗПГ. В останньому випадку забезпечуватиметься істотне зменшення викидів шкідливих речовин (сполук сірки, оксидів азоту, діоксиду вуглецю). Запас ЗПГ на борту даватиме змогу виконувати завдання протягом 14 діб.